# Thomas Graham
Thomas Graham (Glasgow, 21 december 1805 – Londen, 16 september 1869) was een Schots scheikundige. Hij heeft de Wet van Graham op zijn naam staan. Hij wordt beschouwd als de grondlegger van de colloïdchemie.

## Levensloop
Graham werd in 1805 geboren in het Schotse Glasgow. Zijn vader was een geslaagd textielfabrikant en wilde dat zijn zoon dominee werd van de Church of Scotland. In plaats daarvan ging Thomas Graham in 1819, tegen zijn vaders wil, studeren aan de Universiteit van Glasgow. Hij ging scheikunde doen en studeerde af in 1826. Hij heeft diverse hoogleraarschappen bekleed, aan verschillende instellingen, waaronder de Royal College of Science and Technology en de Universiteit van Londen.
Graham heeft de Chemical Society of London opgericht in 1841. Het gebouw van de Royal Society of Chemistry in Cambridge (UK) is het Thomas Graham House.
Zijn laatste aanstelling was Master of the Mint, wat hij bleef tot aan zijn dood in 1869. Hij was de laatste persoon die deze positie bekleedde. 
Hij was Fellow of the Royal Society (FRS). 

## Wetenschap
Thomas Graham staat voornamelijk bekend om twee dingen:
- De Wet van Graham, een ontdekking die voortkwam uit zijn onderzoek naar diffusie van gassen. De wet legt het verband tussen de uitstroomsnelheid (effusie) van een molecuul door een klein gaatje (klein vergeleken met de normale bewegingsruimte van het molecuul) en de molecuulmassa. De uitstroomsnelheid is omgekeerd evenredig aan het kwadraat van de molecuulmassa.
- De ontdekking van de dialyse, een scheidingsmethode met hulp van een halfdoorlatend membraan die veel wordt toegepast als medische zuiveringstechniek. Deze ontdekking kwam voort uit zijn bestudering van colloïden. Dit onderzoek was het begin van de wetenschap die bekendstaat als colloïdchemie.